# Canarische hagedis
De Canarische hagedis of hagedis van de Canarische Eilanden (Gallotia galloti) is een hagedis uit de familie echte hagedissen (Lacertidae).

## Taxonomie
De wetenschappelijke naam van de Canarische hagedis werd voor het eerst voorgesteld door Paul-Louis Oudart in 1839. Oorspronkelijk werd de wetenschappelijke naam Lacerta galloti gebruikt. De soort werd vroeger tot het geslacht van de halsbandhagedissen (Lacerta) gerekend, waardoor de oude naam nog wordt gebruikt.
Er worden vier ondersoorten erkend, die verschillen in verspreidingsgebied en ook uiterlijke verschillen hebben, deze zijn onderstaand weergegeven.
| Naam                         | Auteur                  | Verspreidingsgebied                 |
| ---------------------------- | ----------------------- | ----------------------------------- |
| Gallotia galloti eisentrauti | Bischoff, 1982          | Tenerife, geïntroduceerd op Ferro   |
| Gallotia galloti galloti     | Oudart, 1839            | De rest van het verspreidingsgebied |
| Gallotia galloti insulanagae | Martin, 1985            | Roque Fuera de Anaga                |
| Gallotia galloti palmae      | Boettger & Müller, 1914 | La Palma                            |

## Uiterlijke kenmerken
De hagedis heeft een lichaamslengte tot 12 centimeter en kan een totale lengte bereiken van 45 centimeter. De lichaamskleur is bruin, de mannetjes kleuren deels blauw gedurende de paartijd waardoor ze goed opvallen. Het uiterlijk verschilt enigszins per geografische locatie, de exemplaren op het eiland Ferro zijn opvallend klein terwijl de exemplaren op het eiland La Palma opvallen door de blauwe zijkanten van de kop.

## Levenswijze
De hagedis wijkt af van de meeste andere echte hagedissen doordat het menu voornamelijk bestaat uit plantaardige delen, ook mest van zoogdieren wordt wel gegeten. Op het menu staan voornamelijk vruchten, bladeren en ook aas wordt wel gegeten. Af en toe eet de hagedis ook kleine diertjes waarbij vooral slakken en wormen worden gegeten.

## Verspreiding en habitat

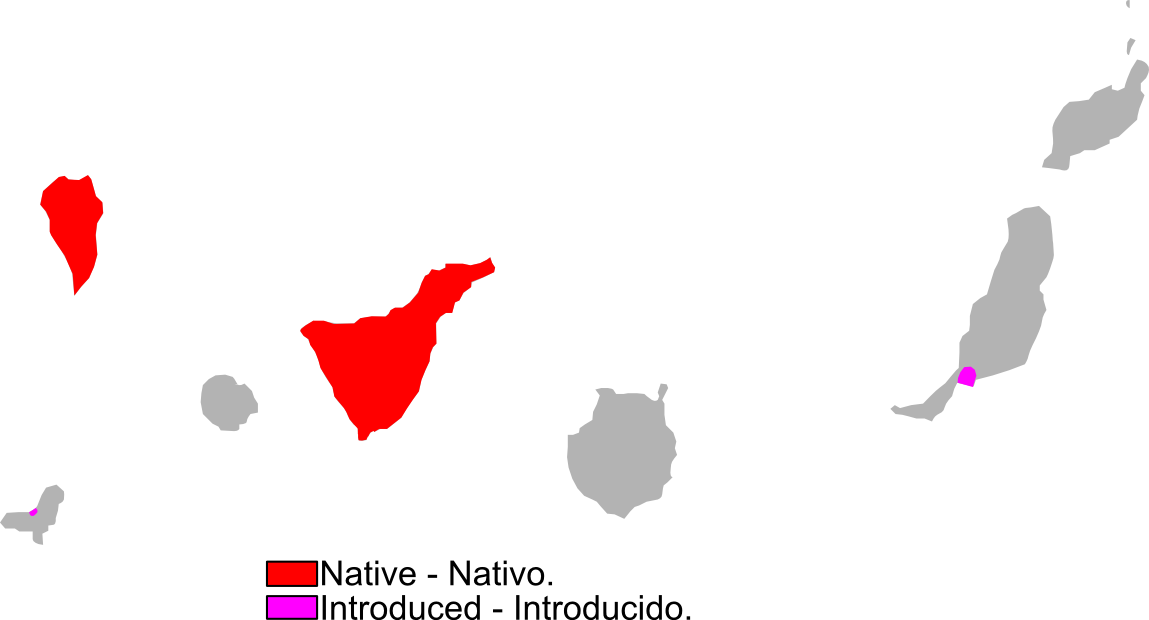
Verspreidingsgebied in het rood.

De Canarische hagedis is de enige soort echte hagedis die voorkomt op de Canarische Eilanden, de hagedis wordt gevonden op Tenerife, La Palma, Gran Canaria en Lanzarote en is geïntroduceerd op het eiland Madeira. De soort wordt gevonden tot een hoogte van 3718 meter boven zeeniveau.
De habitat bestaat uit open gebieden met een struikachtige begroeiing. Ook door de mens gecultiveerde gebieden worden getolereerd, de hagedis is veel te vinden op stenen muren. De vrouwtjes zetten een tot twee keer per jaar eieren af. Een legsel bestaat uit twee tot negen eieren.

## Beschermingsstatus
Door de internationale natuurbeschermingsorganisatie IUCN is de beschermingsstatus 'veilig' toegewezen (Least Concern of LC).

## Afbeeldingen

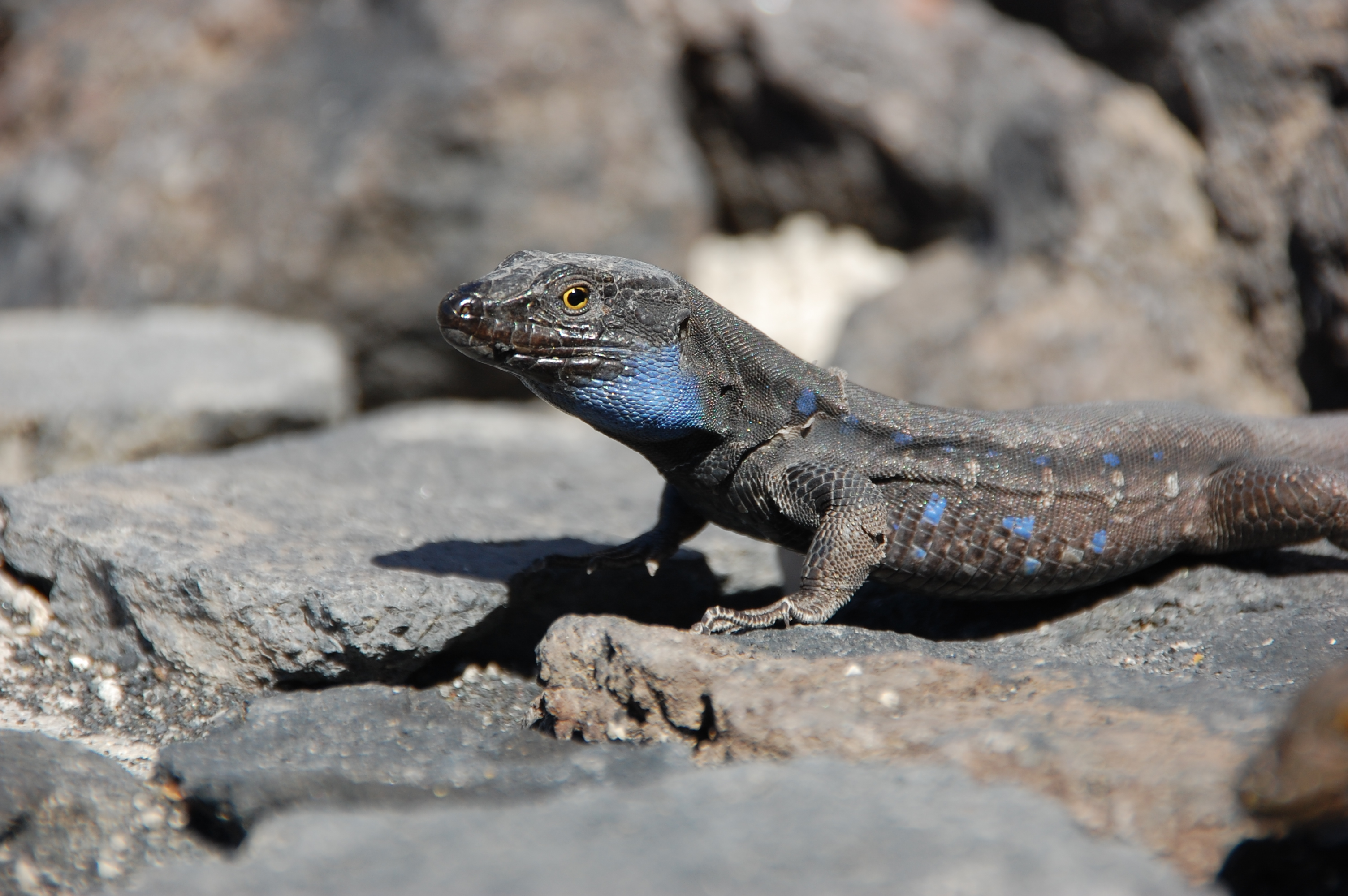
Mannetje van La Palma
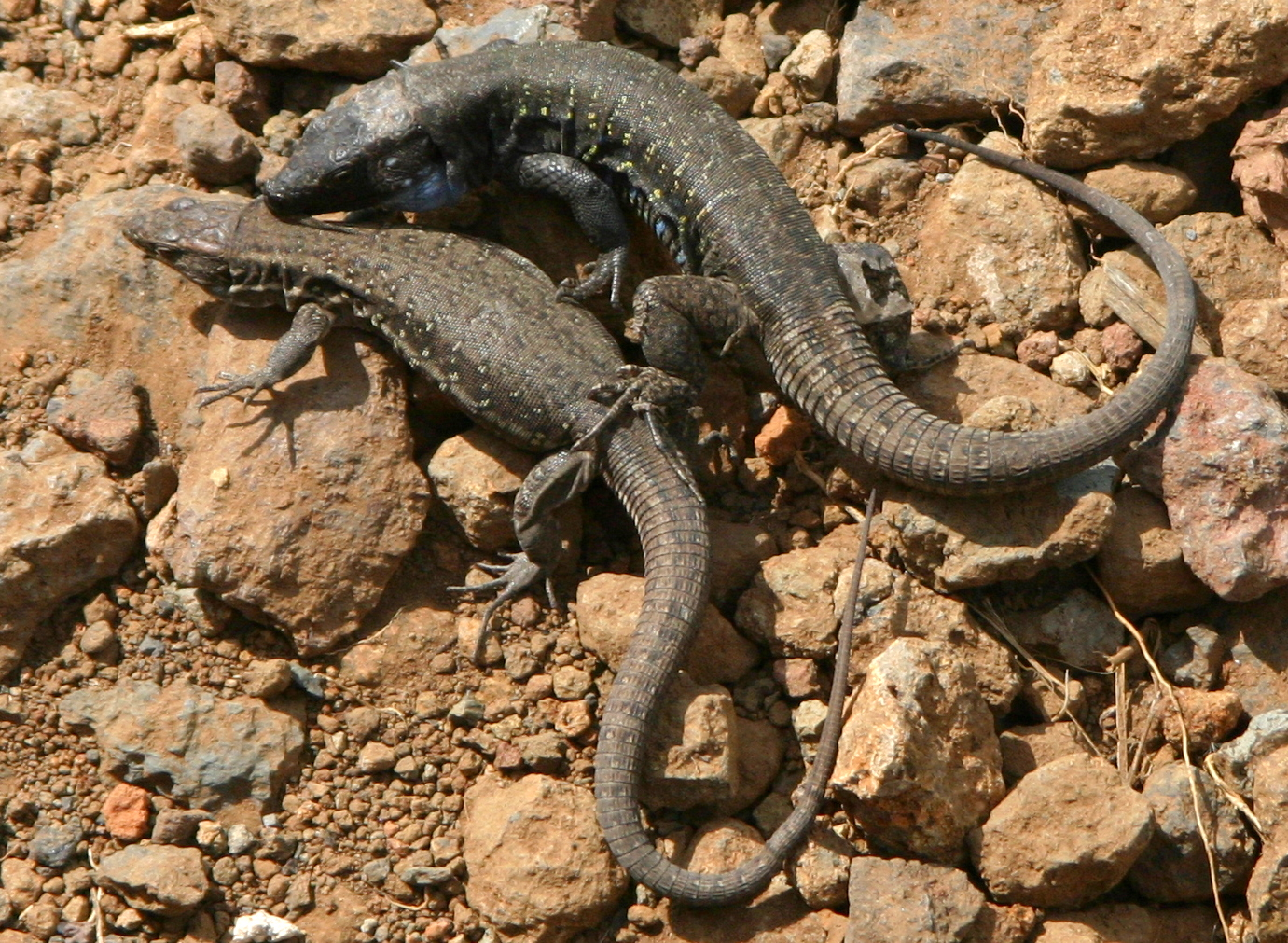
Paring, man boven
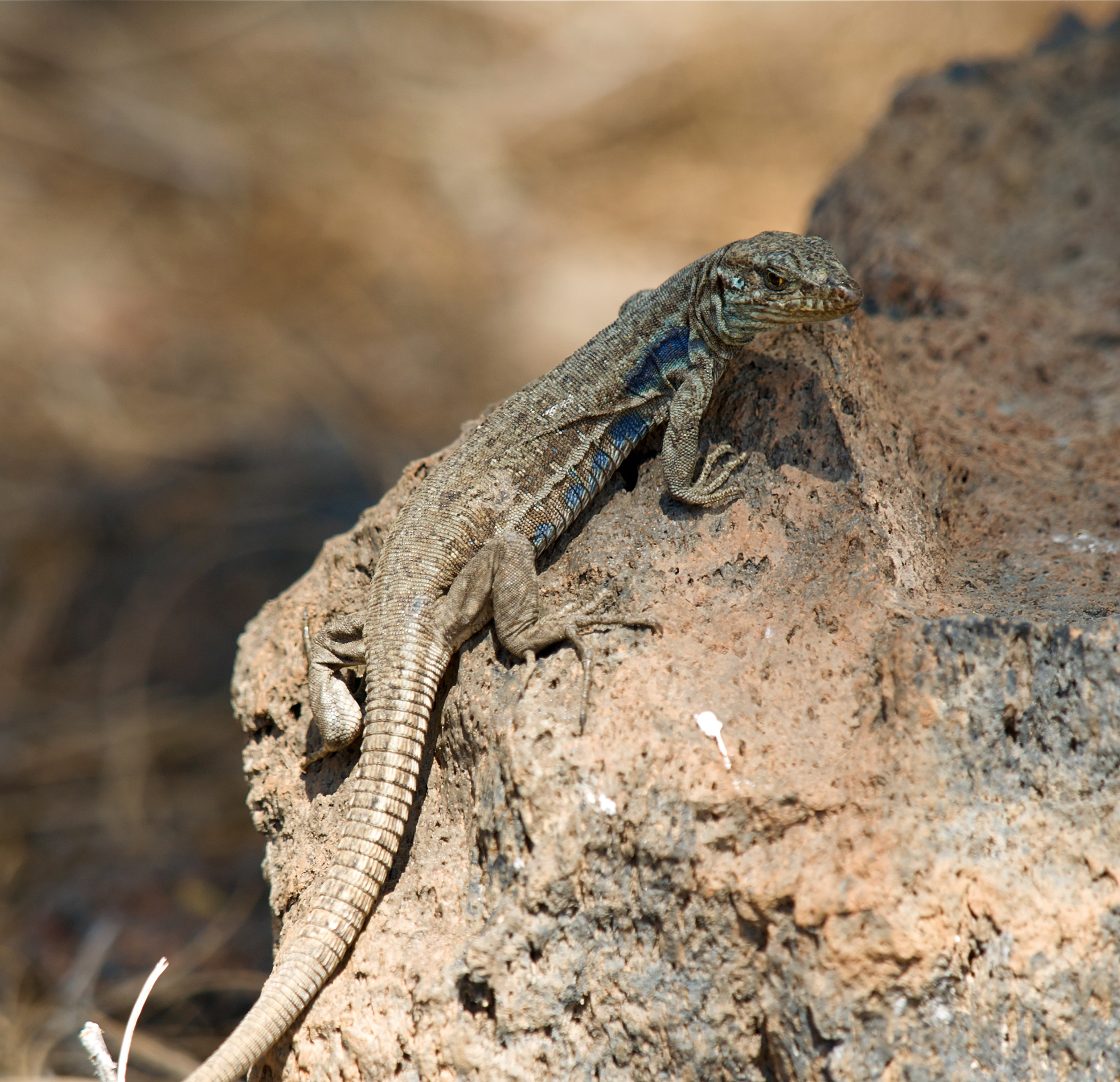
Mannetje van Tenerife